# Скотизм
Скотизм — направление в средневековой схоластике, восходящее к учению Дунса Скотта и альтернативное томизму. Скотизм развивался в рамках францисканского ордена. Одним из основных в нём был вопрос об индивидуации. Если томизм связывал принцип индивидуации с материей, то скотизм усматривал её в особенностях формы. В противовес томистской чтойности (лат. quidditas), скотизм развивает принцип этовости (лат. haecceitas), т.е. самотождественности предмета, что предполагало наличие сущностной уникальности в каждом предмете, которая предполагает интуицию. Природа Бога по мысли скотистов не могла быть подвергнута рационализации. Философски скотизм тесно переплетается с номинализмом, хотя и не сводим к нему.
В теологии скотисты продвигали учение о тождестве воли и природы у Бога, а также о непорочном зачатии Девы Марии
Основные представители: Антуан Андре, Франсуа Мейронн, Антонио Тромбетта, Вильем Алнвик, Иоанн из Рипы, Петр из Кандии, Жан Бассоль, Роберт Коутон, Джон из Рединга, Франциск из Маршии, Уолтер Чаттон, Уолтер Бёрлей, Гийом Воруйон.